# Vuelta a España 2025
La 80.ª edición de la Vuelta a España será una carrera de ciclismo en ruta por etapas que se desarrolla entre el 23 de agosto y el 14 de septiembre de 2025 con inicio en Turín (Italia) y final en Madrid. El recorrido constará de un total de 21 etapas sobre una distancia total de 3138 km.
La carrera forma parte del circuito UCI WorldTour 2025 dentro de la categoría 2.UWT.

## Equipos
| WorldTeams (18)- Alpecin-Deceuninck - Arkéa-B&B Hotels - Bahrain-Victorious - Cofidis - Decathlon AG2R La Mondiale Team - EF Education-EasyPost - Groupama-FDJ - Ineos Grenadiers - Intermarché-Wanty - Lidl-Trek - Movistar Team - Red Bull-BORA-hansgrohe - Soudal Quick-Step - Team Jayco AlUla - Team Picnic-PostNL - Team Visma \| Lease a Bike - UAE Team Emirates XRG - XDS Astana Team ProTeams (5)- Burgos-Burpellet-BH - Caja Rural-Seguros RGA - Q36.5 Pro Cycling Team - Israel-Premier Tech - Lotto |
| |

## Etapas
| Etapa      | Fecha     | Recorrido                                       | type                     | Distancia (km) | Desnivel (m) | Ganador | Líder |
| ---------- | --------- | ----------------------------------------------- | ------------------------ | -------------- | ------------ | ------- | ----- |
| 1.ª etapa  | 23 de ago | Castillo de Venaria – Novara                    | etapa llana              | 183            | 1282 m       |         |       |
| 2.ª etapa  | 24 de ago | Alba – Limone Piemonte                          | etapa llana              | 157            | 1860 m       |         |       |
| 3.ª etapa  | 25 de ago | San Maurizio Canavese – Ceres                   | etapa de media montaña   | 139            | 1986 m       |         |       |
| 4.ª etapa  | 26 de ago | Susa – Voiron                                   | etapa de media montaña   | 192            | 3264 m       |         |       |
| 5.ª etapa  | 27 de ago | Figueras – Figueras                             | contrarreloj por equipos | 20             | 135 m        |         |       |
| 6.ª etapa  | 28 de ago | Olot – Pal                                      | etapa de montaña         | 171            | 3416 m       |         |       |
| 7.ª etapa  | 29 de ago | Andorra la Vieja – Cerler                       | etapa de montaña         | 187            | 4483 m       |         |       |
| 8.ª etapa  | 30 de ago | Castillo de Monzón – Zaragoza                   | etapa llana              | 158            |              |         |       |
| 9.ª etapa  | 31 de ago | Alfaro – Valdezcaray                            | etapa escarpada          | 195            |              |         |       |
|            | 1 de sep  | Día de descanso                                 | Día de descanso          |                |              |         |       |
| 10.ª etapa | 2 de sep  | Sendaviva – Larra-Belagua                       | etapa llana              | 168            |              |         |       |
| 11.ª etapa | 3 de sep  | Bilbao – Bilbao                                 | etapa de media montaña   | 167            |              |         |       |
| 12.ª etapa | 4 de sep  | Laredo – Corrales de Buelna, Los                | etapa de media montaña   | 143            |              |         |       |
| 13.ª etapa | 5 de sep  | Cabezón de la Sal – Angliru                     | etapa de montaña         | 202            | 3985 m       |         |       |
| 14.ª etapa | 6 de sep  | Avilés – Alto de La Farrapona                   | etapa de montaña         | 135            | 4044 m       |         |       |
| 15.ª etapa | 7 de sep  | Vegadeo – Monforte de Lemos                     | etapa de media montaña   | 167            |              |         |       |
|            | 8 de sep  | Día de descanso                                 | Día de descanso          |                |              |         |       |
| 16.ª etapa | 9 de sep  | Poyo – Mos                                      | etapa de media montaña   | 172            |              |         |       |
| 17.ª etapa | 10 de sep | El Barco de Valdeorras – Puerto de El Morredero | etapa de media montaña   | 143            |              |         |       |
| 18.ª etapa | 11 de sep | Valladolid – Valladolid                         | contrarreloj individual  | 26             |              |         |       |
| 19.ª etapa | 12 de sep | Rueda – Guijuelo                                | etapa llana              | 159            | 1369 m       |         |       |
| 20.ª etapa | 13 de sep | Robledo de Chavela – Bola del Mundo             | etapa de montaña         | 156            | 4106 m       |         |       |
| 21.ª etapa | 14 de sep | Valdeolmos-Alalpardo – Madrid                   | etapa llana              | 101            | 836 m        |         |       |

## Clasificaciones finales
Las clasificaciones finalizaron de la siguiente forma:

### Clasificación general (Jersey Rojo)
| \| Clasificación general \| Clasificación general \| Clasificación general \| Clasificación general \| Clasificación general \| \| Ciclista \| Ciclista \| Equipo \| Tiempo \| \| \| --------------------- \| --------------------- \| --------------------- \| --------------------- \| --------------------- \| |          |        |        |
| |          |        |        |
| Fuente: ProCyclingStats |          |        |        |
| Clasificación general |          |        |        |
| Ciclista | Ciclista | Equipo | Tiempo |

### Clasificación por puntos
| Clasificación por puntos | Clasificación por puntos | Clasificación por puntos | Clasificación por puntos | Clasificación por puntos |
| Ciclista                 | Ciclista                 | Equipo                   | Puntos                   |                          |
| ------------------------ | ------------------------ | ------------------------ | ------------------------ | ------------------------ |

### Clasificación de la montaña
| Clasificación de la montaña | Clasificación de la montaña | Clasificación de la montaña | Clasificación de la montaña | Clasificación de la montaña |
| Ciclista                    | Ciclista                    | Equipo                      | Puntos                      |                             |
| --------------------------- | --------------------------- | --------------------------- | --------------------------- | --------------------------- |

### Clasificación de los jóvenes
| Clasificación del mejor joven | Clasificación del mejor joven | Clasificación del mejor joven | Clasificación del mejor joven | Clasificación del mejor joven |
| Ciclista                      | Ciclista                      | Equipo                        | Tiempo                        |                               |
| ----------------------------- | ----------------------------- | ----------------------------- | ----------------------------- | ----------------------------- |

### Clasificación por equipos
| Clasificación por equipos | Clasificación por equipos | Clasificación por equipos | Clasificación por equipos |
| Equipo                    | Equipo                    | Tiempo                    |                           |
| ------------------------- | ------------------------- | ------------------------- | ------------------------- |

## Evolución de las clasificaciones
| Etapa                   |                          |
| ----------------------- | ------------------------ |
| 1.ª etapa               | etapa llana              |
| 2.ª etapa               | etapa llana              |
| 3.ª etapa               | etapa de media montaña   |
| 4.ª etapa               | etapa de media montaña   |
| 5.ª etapa               | contrarreloj por equipos |
| 6.ª etapa               | etapa de montaña         |
| 7.ª etapa               | etapa de montaña         |
| 8.ª etapa               | etapa llana              |
| 9.ª etapa               | etapa escarpada          |
| 10.ª etapa              | etapa llana              |
| 11.ª etapa              | etapa de media montaña   |
| 12.ª etapa              | etapa de media montaña   |
| 13.ª etapa              | etapa de montaña         |
| 14.ª etapa              | etapa de montaña         |
| 15.ª etapa              | etapa de media montaña   |
| 16.ª etapa              | etapa de media montaña   |
| 17.ª etapa              | etapa de media montaña   |
| 18.ª etapa              | contrarreloj individual  |
| 19.ª etapa              | etapa llana              |
| 20.ª etapa              | etapa de montaña         |
| 21.ª etapa              | etapa llana              |
| Clasificaciones finales |                          |

## Ciclistas participantes y posiciones finales
Convenciones:
- AB-N: Abandono en la etapa "N"
- FLT-N: Retiro por llegada fuera del límite de tiempo en la etapa "N"
- NTS-N: No tomó la salida para la etapa "N"
- DES-N: Descalificado o expulsado en la etapa "N"

## UCI World Ranking
La Vuelta a España otorgó puntos para el UCI World Ranking para corredores de los equipos en las categorías UCI WorldTeam, UCI ProTeam y Continental. Las siguientes tablas son el baremo de puntuación y los diez corredores que obtuvieron más puntos:
| Posición                 | 1.º  | 2.º | 3.º | 4.º | 5.º | 6.º | 7.º | 8.º | 9.º | 10.º | 11.º | 12.º | 13.º | 14.º | 15.º | 16.º | 17.º | 18.º | 19.º | 20.º - 25.º | 26.º - 30.º | 31.º - 40.º | 41.º - 50.º | 51.º - 55.º | 56.º - 60.º |
| Clasificación general    | 1100 | 885 | 750 | 600 | 495 | 415 | 340 | 285 | 235 | 180  | 155  | 130  | 110  | 90   | 80   | 75   | 70   | 60   | 55   | 50          | 30          | 25          | 20          | 15          | 10          |
| Por etapa                | 180  | 130 | 95  | 80  | 60  | 45  | 40  | 35  | 30  | 25   | 20   | 15   | 10   | 5    | 2    |      |      |      |      |             |             |             |             |             |             |
| Líder                    | 20   |     |     |     |     |     |     |     |     |      |      |      |      |      |      |      |      |      |      |             |             |             |             |             |             |
| Clasificación secundaria | 180  | 130 | 95  |     |     |     |     |     |     |      |      |      |      |      |      |      |      |      |      |             |             |             |             |             |             |

Nota:
1. ↑  Solo clasificaciones de la regularidad y la montaña.

| Clasificación |              |        |         |       |       |            |       |
| Posición      | Ciclista     | Equipo | General | Etapa | Líder | Secundaria | Total |
| ------------- | ------------ | ------ | ------- | ----- | ----- | ---------- | ----- |
| 1.º           | Bandera de ? |        | 1100    | -     | -     | -          | 1100  |
| 2.º           | Bandera de ? |        | 885     | -     | -     | -          | 885   |
| 3.º           | Bandera de ? |        | 750     | -     | -     | -          | 750   |
| 4.º           | Bandera de ? |        | 600     | -     | -     | -          | 600   |
| 5.º           | Bandera de ? |        | 495     | -     | -     | -          | 495   |
| 6.º           | Bandera de ? |        | 415     | -     | -     | -          | 415   |
| 7.º           | Bandera de ? |        | 340     | -     | -     | -          | 340   |
| 8.º           | Bandera de ? |        | 285     | -     | -     | -          | 285   |
| 9.º           | Bandera de ? |        | 235     | -     | -     | -          | 235   |
| 10.º          | Bandera de ? |        | 180     | -     | -     | -          | 180   |